# HMS Prince of Wales (2017)

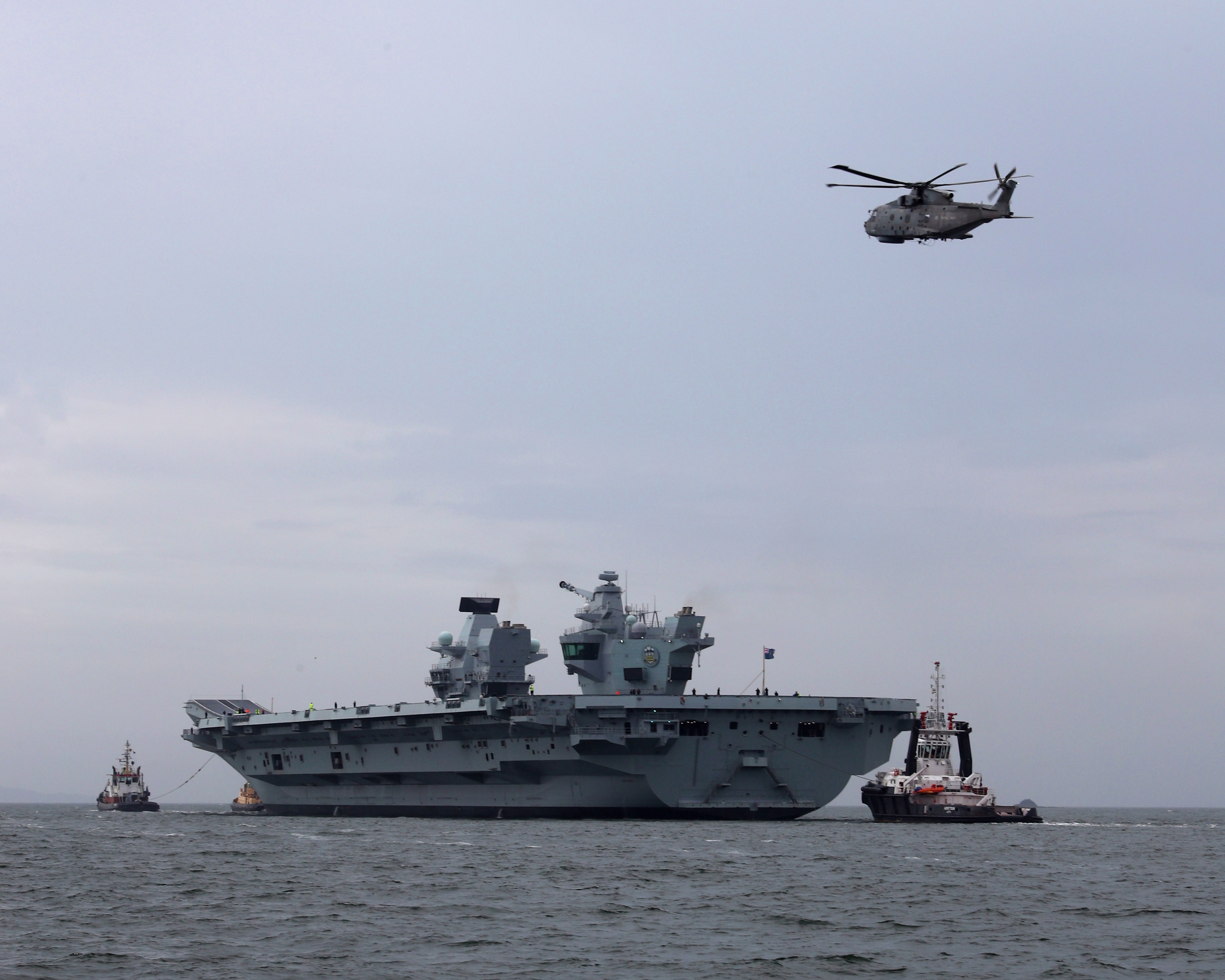
HMS „Prince of Wales” podczas prób morskich

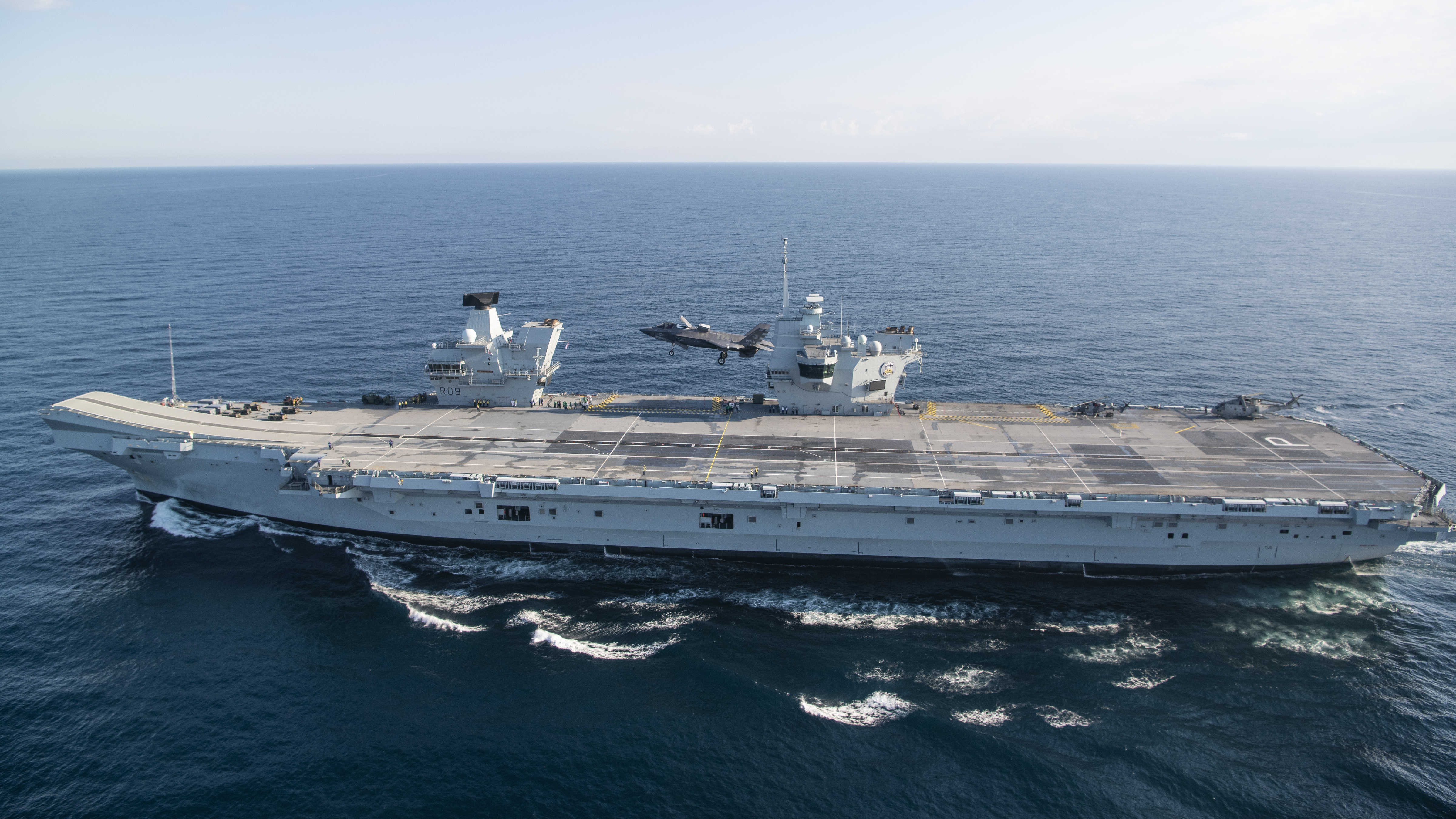
HMS „Prince of Wales” z amerykańskim F-35B w 2023 roku

HMS Prince of Wales (R09) – współczesny brytyjski lotniskowiec, druga jednostka typu Queen Elizabeth. Wszedł do służby w Royal Navy w 2019 roku. Przenosi około 40 samolotów i śmigłowców. Wraz z bliźniaczym HMS „Queen Elizabeth” stanowią największe okręty zbudowane dla marynarki brytyjskiej.

## Budowa
Prace projektowe nad nowymi lotniskowcami brytyjskimi programu CVF (Carrier Vessel Future), mającymi zastąpić lekkie lotniskowce typu Invincible, prowadzono od 1998 roku. Rozważano różne koncepcje, lecz ostatecznie zdecydowano się na okręty o wyporności 40 000 ton, w układzie STOVL – przystosowane do operowania z nich nowych samolotów pionowego i krótkiego startu i lądowania przy pomocy skoczni dziobowej (ang. ski-jump). Jako samolot już w 2002 roku wskazano amerykański myśliwiec wielozadaniowy Lockheed F-35B Lightning II. Projektowanie i budowa lotniskowców zostały zlecone konsorcjum Aircraft Carrier Alliance (ACA), tworzonemu głównie przez przedsiębiorstwa BAE Systems i Thales UK. Po fazie koncepcyjnej i demonstracyjnej projektu, 3 lipca 2008 roku Ministerstwo Obrony zawarło umowę z konsorcjum ACA na budowę dwóch lotniskowców. Według pierwotnych planów, okręty miały być ukończone w lipcu 2015 i w 2016 roku, lecz budowa się opóźniła z różnych powodów, a koszty programu wzrosły do 6,2 miliarda funtów za oba okręty.
Budowa była prowadzona metodą blokową, z modułów prefabrykowanych w ośmiu stoczniach i następnie transportowanych drogą morską i scalanych w suchym doku stoczni Babcock Marine w Rosyth. Cięcie blach na pierwszy z okrętów, uznane za położenie stępki, rozpoczęło się uroczyście w Govan 7 lipca 2009 roku. Budowę kadłuba zakończono w listopadzie 2013 roku, montując jako ostatni blok skoczni dziobowej, a 17 lipca 2014 roku okręt opuścił suchy dok, co stanowiło wodowanie. Pierwszą jednostkę z serii wcielono do służby 4 grudnia 2017 roku.
Budowa „Prince of Wales” rozpoczęła się 26 maja 2011 pierwszym cięciem blach, jednocześnie tę datę uznaje się za uroczyste położenie stępki. Okręt zwodowano 21 grudnia 2017 roku w stoczni wojennej Rosyth w Szkocji. We wrześniu 2019 roku lotniskowiec rozpoczął próby morskie. 10 grudnia 2019 roku odbyła się uroczystość pierwszego podniesienia bandery na jednostce, tym samym okręt został wcielony do służby w Royal Navy.

## Skrócony opis
Kadłub okrętów typu Queen Elizabeth ma 280 m długości (284 m według innych danych). Szerokość kadłuba na linii wodnej wynosi 39 m, a maksymalna 73 m. Zanurzenie okrętów wynosi 11 metrów przy wyporności pełnej. Wyporność pełna określana jest na 65 000 ton.
Architektura okrętów jest typowa dla powojennych lotniskowców uderzeniowych, z dużymi nawisami pokładu lotniczego na sponsonach nad oboma burtami i nadbudówkami przesuniętymi na prawą stronę pokładu, lecz ma także unikalne cechy. Pokład lotniczy ma długość 282 m, szerokość do 67 m i zachowuje maksymalną szerokość aż do rufy. Na samym dziobie po lewej stronie pokład wznosi się w formie oprofilowanej skoczni (ang. ski-jump) pod kątem 13°. Unikalną cechą okrętów tego typu jest zastosowanie dwóch osobnych wyspowych nadbudówek podobnej wielkości. Dowodzenie okrętem odbywa się z nadbudówki dziobowej, a operacjami lotniczymi – z nadbudówki rufowej, lecz w razie uszkodzenia każda może przejąć zadania drugiej. Hangar pod pokładem lotniczym ma wymiary 168,4 × 29,04 m lub według innych danych 155 × 33,5 m. Może on pomieścić 20 samolotów F-35. Dwie zewnętrzne windy dla samolotów umieszczone na skraju pokładu po prawej stronie, między nadbudówkami i za tylną nadbudówką.
Przewidywana grupa lotnicza w razie działań wojennych do celów uderzeniowych może liczyć 36 myśliwców wielozadaniowych Lockheed F-35 Lightning i cztery śmigłowce Merlin. Normalnie w czasie pokoju ma stacjonować 12 samolotów. Grupa do zadań pełnomorskiej ochrony floty (Maritime Force Protection) liczy 12 samolotów F-35B, 9 śmigłowców zwalczania okrętów podwodnych Merlin HM.2 i 5 śmigłowców wczesnego ostrzegania i  kierowania Merlin HM.2 ASaC z systemem radarowym Crowsnest. Do działań przybrzeżnych (Litoral Manoeuvre) można przenosić śmigłowce wojsk lądowych dla wsparcia piechoty morskiej, np. 12 transportowych Merlin HC.4, 6 wielozadaniowych Wildcat AH.1, 3 transportowe Chinook HC.2 i 8 armijnych szturmowych WAH-64 Apache.

## Służba

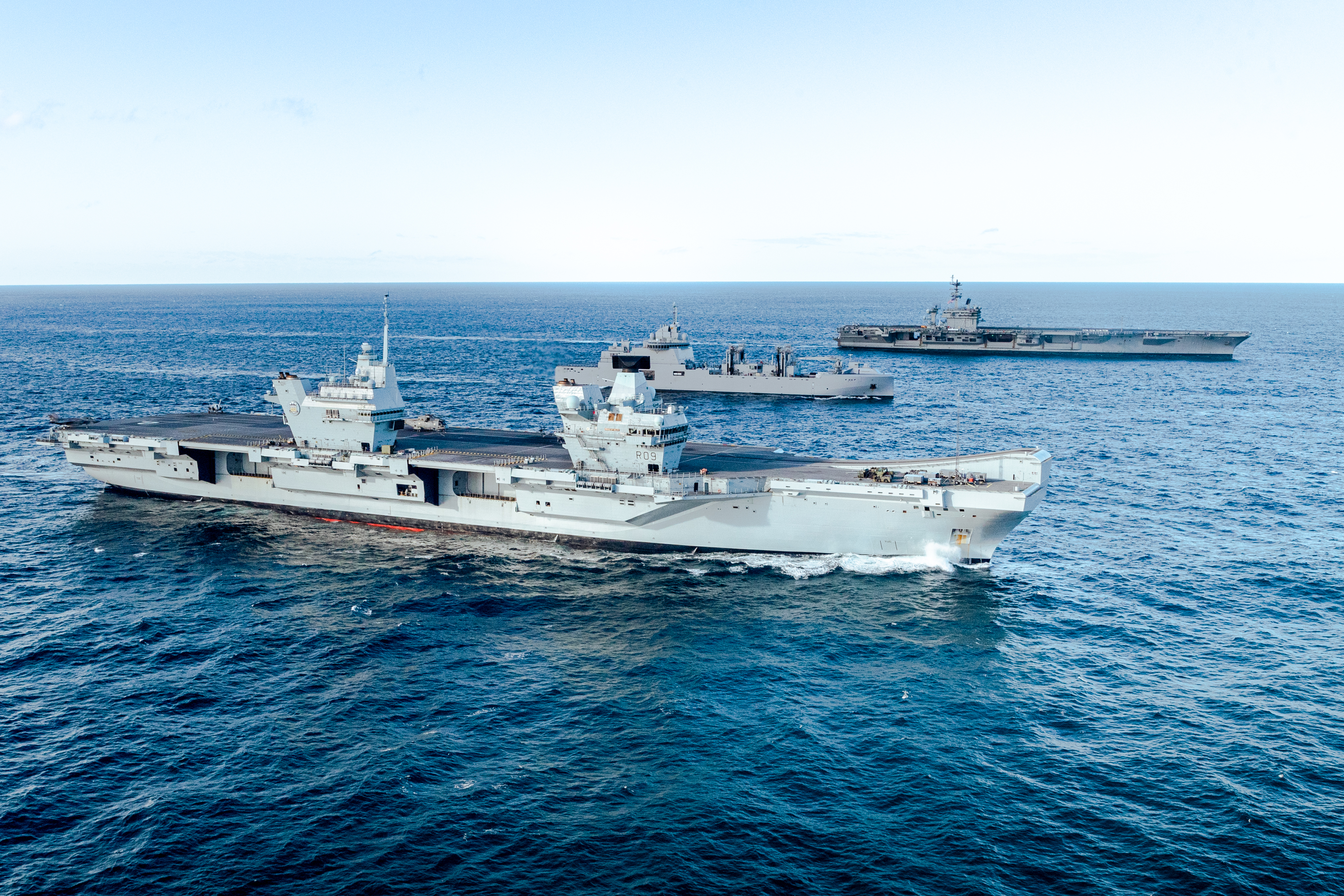
HMS „Prince of Wales” z amerykańskim lotniskowcem USS „George Washington” (CVN 73) i okrętem zaopatrzeniowym „Jacques Chevallier” (A 725) na Atlantyku, listopad 2023

Okręt wcielony do służby został 10 grudnia 2019 roku, zaś pierwszym dowódcą został Captain (komandor) Darren Houston. Ceremonia odbyła się w Portsmouth, w rocznicę zatopienia poprzedniego okrętu o tej nazwie, pancernika „Prince of Wales” w bitwie pod Kuantanem. W październiku 2020 roku doszło do zalania maszynowni. Spowodowane było to pęknięciem magistrali ogniowej. Po tym incydencie planowane wyjście okrętu w morze przesunięto na wiosnę 2021 roku. 1 października 2021 roku, po uprzednim uczestnictwie okrętu w ćwiczeniach Joint Warrior/Dynamic Mariner u wybrzeży Szkocji, ogłoszono osiągnięcie przez okręt zdolności do działań operacyjnych
27 sierpnia 2022 roku „Prince of Wales” doznał awarii prawego wału napędowego. Podczas remontu w Rosyth prowadzonego od października ujawniono usterki sprzęgieł tulejowych obu wałów.
24 maja 2025 roku „Prince of Wales” w składzie międzynarodowej grupy lotniskowcowej przeszedł z Morza Śródziemnego na Morze Czerwone dla pełnienia ośmiomiesięcznej służby na obszarze Indo-Pacyfiku w ramach operacji Highmast.